# Lutherstadt Eisleben
Lutherstadt Eisleben è una città tedesca di 22 639 abitanti situata nel land della Sassonia-Anhalt. Appartiene al circondario di Mansfeld-Harz Meridionale. È conosciuta come città natale di Martin Lutero (che pure vi morì), da cui il nome ufficiale Lutherstadt Eisleben.
Dal 1991 al 1994 è stata capoluogo del circondario omonimo; dal 1994 al 1º luglio 2007 è stata invece capoluogo del circondario di Mansfelder Land.

## Storia
Eisleben fu menzionata la prima volta nel 994 sotto il nome di Islebia, per indicare un antico mercato. Come città le fonti la registrano dal 1180. Appartenne ai conti di Mansfeld e nel 1780 passò alla Sassonia. Nel 1815 divenne prussiana.

## Geografia fisica
La città si divide in città vecchia (Altstadt) e città nuova (Neustadt), quest'ultima creata per i minatori nel corso del XIV secolo. Con 24 552 abitanti (2005), la città si trova lungo la linea ferroviaria Berga-Kelbra per Halle.

## Cultura
I monumenti legati alla vita di Martin Lutero che si trovano a Wittenberg e a Eisleben, sono stati inseriti nel 1997 nell'elenco del Patrimonio dell'umanità dell'UNESCO. A Eisleben si trovano la casa natale del grande riformatore religioso e la casa dove morì (di grande suggestione il letto in cui spirò e il calco della sua maschera funeraria), nonché la chiesa dei Santi Pietro e Paolo, dove Lutero fu battezzato (il fonte battesimale è tuttora conservato) e la chiesa di Sant'Andrea, dove tenne i suoi ultimi sermoni.

## Amministrazione
Eisleben è stato il capoluogo del circondario rurale Mansfelder Land e sede della Verwaltungsgemeinschaft ("comunità amministrativa") Eisleben, che comprendeva le seguenti municipalità (popolazione del 2005 tra parentesi):
- Bischofrode (731)
- Hedersleben (1 003)
- Lutherstadt Eisleben (24 552)
- Osterhausen (1 072)
- Schmalzerode (288)

Dal 1º gennaio 2007 è entrata a far parte del circondario di Mansfeld-Harz Meridionale, del quale è capoluogo Sangerhausen. Eisleben è inoltre diventata una città indipendente dalle comunità amministrative (Verwaltungsgemeinschaften).